# Дионисије Светогорски
Преподобни Дионисије је хришћански светитељ.
Он је ктитор манастира Светог Јована (Дионисијата) на Атону. Родом је из места Корице у Албанији. Његов старији брат Теодосије удаљи се у Свету гору, где је временом постао игуманом манастира Филотеја. Када је одрастао, Свети Дионисије је дошао своме брату у Филотеј, и овај га је замонашио. Док је једном манастирским послом био у Цариграду, изабран је и посвећен за митрополита у Трапезунту. У хришћанској традицији помиње се да се Дионисију почела јављати нека чудна светлост сваке ноћи на оном месту, где је он доцније подигао обитељ Светог Јована Претече. Објаснивши појаву те светлости као знак са неба, да ту треба да подигне манастир, Дионисије је отишао у Трапезунт своме брату и цару Алексију Комнену да тражи помоћ. Цар му је дао и новац и повељу, која се и сад чува у манастиру. Године 1380. основао је Дионисије обитељ Светог Јована Претече. Међутим када су једном разбојници морски опљачкали обитељ, Дионисије је поново отишао у Трапезунт, и тамо преминуо, у 72. години живота. У манастиру који је саградио налази се икона Пресвете Богородице, названа Похвала, коју је цар Алексије Комнин поклонио Дионисију. По предању, пред том је иконом први пут читан Акатист Богородици, састављен од стране патријарха Сергија. Преминуо је у 14. веку.
Српска православна црква слави га 25. јуна по црквеном, а 8. јула по грегоријанском календару.